# La Voce d’Italia
La Voce d’ Italia es un diario venezolano publicado en italiano y español. Su sede está en Caracas. Va dirigido principalmente a la comunidad italovenezolana.

## Historia
Fue fundado en 1950 por Gaetano Bafile, un inmigrante italiano nacido en Avezzano. Bafile había llegado a Venezuela en 1949 con la intención de crear un periódico destinado a ayudar a la comunidad italiana del país que en aquella época sufrían maltratos por parte de las autoridades venezolanas. La Voce d’ Italia comenzó como un semanario impreso totalmente en italiano que sacaba entre 6 y 8 mil ejemplares. Años después, La Voce d’ Italia ya salía diariamente. Para el 2009, tenía un tiraje de 15.000 ejemplares.
Desde el 1 de julio de 2012, La Voce d’Italia está disponible solamente en Internet.

## Contenido
Generalmente, las noticias relacionadas con Venezuela están escritas en español, mientras que el resto de la información está redactado en italiano. Hay mucha cobertura referente a Italia. El periódico cuenta con los servicios de las agencias ANSA, ADNKRONOS, AISE, GRTV, Migranti Press, Inform, AGI, News Italia Press, Notimail, ABN y 9 colonne.